# Governatorato di Tver'

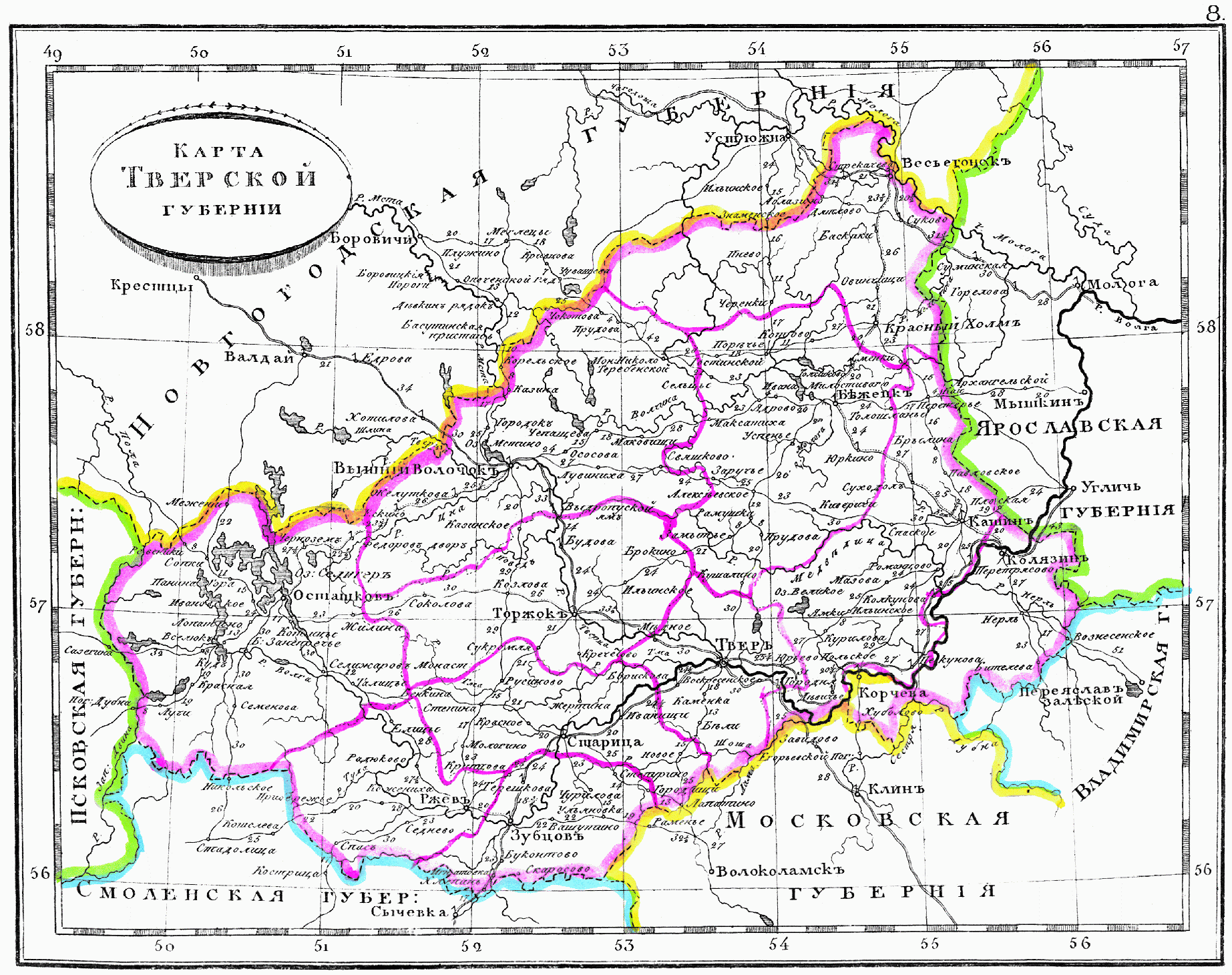
I territori del governatorato nel 1835.

Il governatorato di Tver' (in russo Тверская губерния?) è stato un gubernija dell'impero russo. Il capoluogo era Tver'.

## Suddivisioni
Il governatorato era diviso in 12 uezd:

### Istituiti nel 1796
- Uezd di Bezhetsky
- Uezd di Kashinsky
- Uezd di Novotorzhsky
- Uezd di Ostashkovsky
- Uezd di Rzhevsky
- Uezd di Staritsky
- Uezd di Tverskoy
- Uezd di Vyshnevolotsky
- Uezd di Zubtsovsky

### Nel 1803
- Uezd di Kalyazinsky
- Uezd di Korchevskoy
- Uezd di Vesyegonsky

### Nel 1918
- Uezd di Krasnokholmsky
- Uezd di Kimrsky